# Fairfield (Connecticut)
Fairfield is een stad in de Amerikaanse staat Connecticut. De stad telt 61.598 inwoners (telling 2018) en heeft een oppervlakte van 81,1 km². 

De stad wordt gerekend binnen de top tien van steden met een goede leefkwaliteit in de Verenigde Staten. Fairfield telt tal van onderwijsinstellingen, waaronder de Fairfield University en de Sacred Heart University. 

De grootste werkgever is de fabrikant van elektronica, General Electric die hier zijn hoofdvestiging heeft.

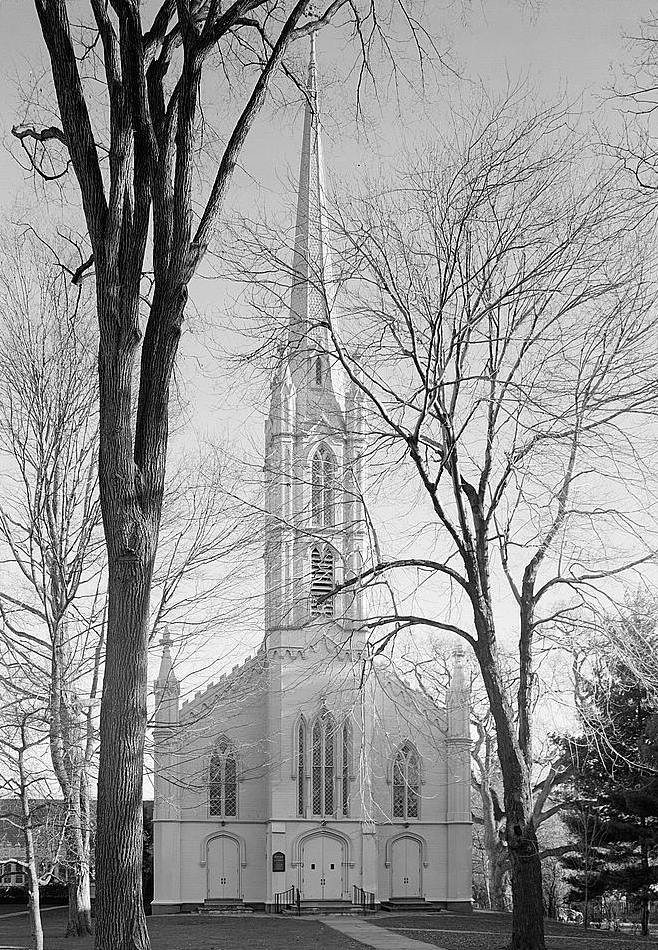
Trinity Church in de wijk Southport in 1966

## Personen uit Fairfield
- Henry Fairfield Osborn (1857-1935), geoloog, paleontoloog, eugeneticus
- Linda Kozlowski (1958), actrice
- Meg Ryan (1961), actrice
- David Pittu (1967), acteur
- Michael Weatherly (1968), acteur
- J.J. Henry (1975), profgolfer
- John Mayer (1977), gitarist, zanger, componist
- Justin Long (1978), acteur
- Kristen Santos (1994), shorttrackster

## Partnerstad
- Tatabánya,  Hongarije